# Wcześniejsze Qin
Wcześniejsze państwo Qin (chiń. 前秦; pinyin Qián Qín) – krótkotrwałe państwo ustanowione w północnych Chinach przez lud Di w okresie Szesnastu Królestw. Udało mu się zjednoczyć na kilka lat całe północne Chiny, ale po klęsce w bitwie nad rzeką Fei rozpadło się w kilka lat, dając początek wielu małym państwom.
Gdy konflikty pałacowe doprowadziły do upadku państwo Zhao, władzę w nim przejął generał chińskiego pochodzenia, Ran Min. Rozpoczął on regularną eksterminację „barbarzyńców” (tj. nie-Chińczyków, Xiongnu, którzy stanowili klasę rządzącą w Zhao). Ci z Xiongnu, którzy przeżyli, uciekli, prosząc sąsiadujące państwa o pomoc. Koalicja Xianbei pokonała i zabiła Ran Mina w 352 roku, a jego państwo uległo podziałowi. Wschodnią część zagarnęło Wcześniejsze Yan, a w centralnej części, na obszarze dzisiejszych prowincji lud Di założył państwo, które późniejsi historycy nazwali Wcześniejszym Qin.
Di nie posiadali tradycji własnej państwowości, a w III wieku wielu z nich było przesiedlanych na skutek walk między dynastią Jin i państwami Han Zhao, Wcześniejszym i Późniejszym Zhao. To ostatnie państwo przesiedliło ponad 100 tysięcy Di, pod wodzą niejakiego Fu Honga, z równiny Guanzhong do Henanu i Hebei. Po śmierci króla Zhao, Shi Hu, Fu Hong powiódł swoich ludzi z powrotem w ojczyste strony. Pokonawszy lud Qiang, który także chciał osiedlić się w Guanzhong. W 351 roku, wykorzystując chaos wywołany wojną z Ran Minem, syn Fu Honga proklamował powstanie państwa Qin. Rok później koronował się jako cesarz, a już w 354 roku zdołał odeprzeć inwazję dynastii Jin z Henanu. Nazwa państwa odwoływała się do starożytnego mocarstwa Qin, które wywodziło się z tego samego obszaru i które po raz pierwszy zjednoczyło Chiny.
W 357 roku, tron przejął ambitny i przedsiębiorczy Fu Jian, pod wodzą którego Qin rozpoczęło błyskawiczną ekspansję we wszystkich niemal kierunkach. Jeszcze w roku swej koronacji Fu Jian podporządkował sobie jeden z odłamów ludu Qiang. W 370 roku uderzył na Wcześniejsze Yan i podbił je, zwiększając obszar swego państwa o 157 dystryktów, zamieszkałych przez niemal 10 milionów osób. Trzy lata później oderwał od terytorium Jin niemal cały Syczuan, zaś w 376 roku zwrócił się na północ, podbijając wpierw Wcześniejsze Liang, a następnie państwo Dai ludu Tuoba, jednocząc do roku 381 całe północne Chiny.
Qin udało się zjednoczyć północne Chiny dzięki sukcesom militarnym, ale nie stworzyło stabilnej administracji. Gdy po klęsce nad Fei odwrócili się od niego alianci, zwabieni uprzednio zwycięstwami na polach bitew, nastąpiła jego szybka zapaść. Podobnie jak inne państwa tego okresu, Qin cierpiało m.in. na braki siły roboczej. Spowodowało to wielkie przesiedlenia podbitej ludności w okolice stolicy (co miało też ułatwić ich kontrolę). Nie mniej niż 100 tys. rodzin qiangowskich (po 357 roku) i Murong (po podboju państwa Yan w 370 roku), zostało przeniesionych w ten sposób. Znaczne grupy ludności podlegały też lokalnym przywódcom kontrolującym zwarte społeczności mieszkające w obronnych miejscach i fortach. Zmniejszało to nie tylko dochody z podatków, ale też tworzyło potencjalnie wybuchową mieszankę w przypadku osłabienia potęgi militarnej Qin. Świadectwem niestabilności wewnętrznej były rebelie (Xiongnu w 366 roku, Qiangów w 367 roku oraz w Syczuanie w 374 roku) oraz bunty krewnych Fu Jiana (w latach 367-8 i 380 w Hebei).

## Ekspansja na południe

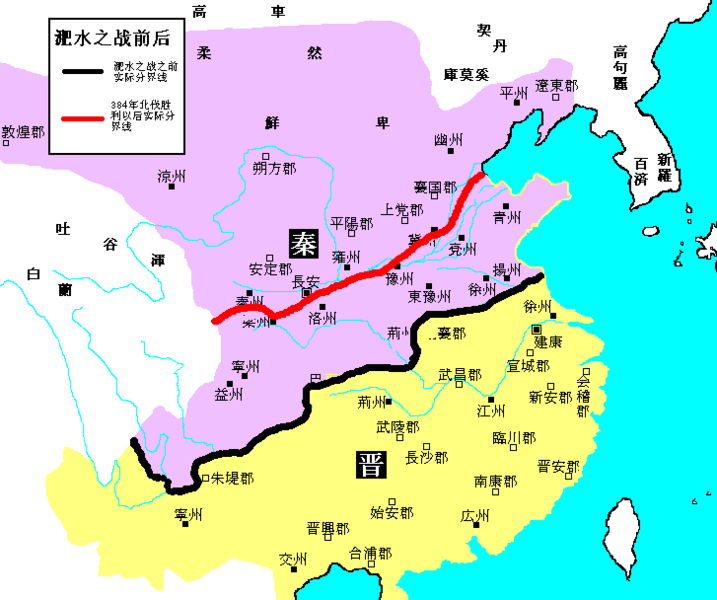
Sytuacja przed i po bitwie nad Fei: czarna linia wyznacza granicę Wcześniejszego Qin przed bitwą, czerwona – po klęsce. Wschodnia dynastia Jian zaznaczona na żółto.

Zjednoczywszy Chiny północne, Fu Jian rozpoczął działania przeciw Wschodniej dynastii Jin na południu. W 378 roku jego syn, Fu Pi obległ, a rok później zdobył twierdzą Xiangyang nad rzeką Han; równocześnie siły Qin zaatakowały umocnienia nad Huai He i zagroziły stolicy Jin – miastu Jiankang. Jin wyparło armie Qin za Huai, ale próba odzyskania Xiangyangu w 383 roku zakończyła się klęską Jin. W odpowiedzi Fu Jian zgromadził wielką armię, liczącą być może nawet 270 tys. kawalerzystów i 600 tys. piechurów (według innych źródeł, nawet 360 tys. jeźdźców) Wyruszywszy z Chang’anu, armie uderzyły z Syczuanu na zachód, ale główne uderzenie skierowano przeciw miastu Shouchun nad Huai. Dowodzona przez Fu Ronga, syna cesarza, ćwierćmilionowa awangarda zdobyła twierdzę; następnie 50-tysięczny korpus doszedł nad rzeczkę Luo, dopływ Huai, gdzie rozbił go nocny atak awangardy armii Jin (zginął też komendant sił Qin). Licząca 70 tys. żołnierzy armia Jin doszła następnie nad rzekę Fei, i starła z siłami Fu Ronga. Walka skończyła się panicznym odwrotem sił Qin i śmiercią Fu Ronga.
O ile szczegóły starcia są niejasne, bitwa nad Fei okazała się jednym z najważniejszych konfliktów w historii Chin. Siły Jin odzyskały znaczne tereny i utrwaliły swe panowanie. Qin, które było o krok od zjednoczenia Chin, uległo serii wewnętrznych konfliktów. Murong Chui, który wydostał swe siły nienaruszone i w porządku z zamieszania nad Fei, rozpoczął odbudowę państwa swych przodków na północnym wschodzie i w 386 roku koronował się jako cesarz Późniejszego Yan. Jego krewni złupili stolicę Qin, Chang’an i założyli krótkotrwałe Zachodnie Yan w Shanxi. Qiangowie powstali pod wodzą Yao Changa i przejęli władzę w Qin, zakładając w Shaanxi Późniejsze Qin ze stolicą w Chang’anie. Tuoba odzyskali swoje państwo Dai, a inny ich odłam proklamował Zachodnie Qin w dzisiejszym Gansu. Wywodzący się z Di generał Lü Guang założył w Gansu państwo Późniejsze Liang. Wkrótce po upadku Wcześniejszego Qin północ była podzielona na więcej państw niż kiedykolwiek wcześniej od czasów Zachodniej dynastii Jin.

## Władcy Wcześniejszego Qin
| Imię świątynne                                                  | Imię pośmiertne          | Nazwisko i imię          | Okres panowania      | Nazwa ery panowania i czas jej trwania                                                       |
| --------------------------------------------------------------- | ------------------------ | ------------------------ | -------------------- | -------------------------------------------------------------------------------------------- |
| Według konwencji chińskiej, nazwisko podane jest przed imieniem |                          |                          |                      |                                                                                              |
| Gaozu (高祖 Gāozǔ)                                              | Jingming (景明 Jǐngmíng) | Fu Jian (苻健 Fú Jiàn)   | 351–355              | Huangshi (皇始 Huángshǐ) 351-355                                                             |
| -----                                                           | Liwang (厲王 Lìwáng)     | Fu Sheng (苻生 Fú Shēng) | 355–357              | Shouguang (壽光 Shòuguāng) 355-357                                                           |
| Shizu (世祖 Shìzǔ)                                              | Xuanzhao (宣昭 Xuānzhāo) | Fu Jian (苻堅 Fú Jiān)   | 357–385              | Yongxing (永興 Yǒngxīng) 357-359 Ganlu (甘露 Gānlù) 359-364 Jianyuan (建元 Jiànyuán) 365-385 |
| -----                                                           | Aiping (哀平 Āipíng)     | Fu Pi (苻丕 Fú Pī)       | 385–386              | Tai’an (太安 Tài’ān) 385-386                                                                 |
| Taizong (太宗 Tàizōng)                                          | Gao (高 Gāo)             | Fu Deng (苻登 Fú Dēng)   | 386–394              | Taichu (太初 Tàichū) 386-394                                                                 |
| -----                                                           | Houzhu (後主 Hòuzhǔ)     | Fu Chong (苻崇 Fú Chóng) | kilka miesięcy w 394 | Yanchu (延初 Yánchū) 394                                                                     |